# خوزه لوئیس رومرو (بازیکن فوتبال)
خوزه لوئیس رومرو (انگلیسی: José Luis Romero؛ زادهٔ ۵ ژانویهٔ ۱۹۴۵) بازیکن فوتبال اهل اسپانیا است.
از باشگاه‌هایی که در آن بازی کرده‌است می‌توان به باشگاه فوتبال اسپانیول، باشگاه فوتبال رئال بتیس، باشگاه فوتبال سابادل، باشگاه فوتبال خرز، و باشگاه فوتبال بارسلونا اشاره کرد.